# Sarcolophium suberosum
Sarcolophium suberosum är en tvåhjärtbladig växtart som först beskrevs av Friedrich Ludwig Diels, och fick sitt nu gällande namn av Georges M.D.J. Troupin. Sarcolophium suberosum ingår i släktet Sarcolophium och familjen Menispermaceae. Inga underarter finns listade i Catalogue of Life.